# Etiene Medeiros
Etiene Medeiros (* 24. Mai 1991 in Recife) ist eine brasilianische Schwimmsportlerin und Olympiastarterin (2016). Sie wurde über 50 Meter Rücken Weltmeisterin 2017 auf der Lang- sowie 2014 und 2016 auf der Kurzbahn.

## Werdegang
Ihr größter Erfolg war der Gewinn des Weltmeistertitels bei den Kurzbahnweltmeisterschaften 2014 in Doha über 50 m Rücken am 7. Dezember 2014 in Weltrekordzeit von 25,67 s (s. a. Liste der Schwimmweltrekorde über 50 Meter Rücken) vor der Australierin Emily Seebohm (25,83 s) und der Ungarin Katinka Hosszú (25,96 s). 
Bei derselben Veranstaltung gewann sie auch Gold als Startschwimmerin mit der brasilianischen 4-mal-50-Meter-Mixed-Lagenstaffel (1:37,26 min) und ihren Kollegen Felipe França Silva, Nicholas Santos und Larissa Oliveira vor den Briten und den Italienern.
Ein Jahr darauf heimste sie bei den Panamerikanischen Spielen 2015 in Toronto vier Medaillen ein, darunter Gold über 100 Meter Rücken in 59,61 s und Silber über 50 Meter Freistil in 24,55 s.
Bei den Weltmeisterschaften 2015 im russischen Kasan landete sie über 50 m Rücken zwischen den beiden Chinesinnen Fu Yuanhui (27,11 s) und Liu Xiang (27,58 s) in 27,26 s auf dem Silberrang.
Gold, neben zwei anderen Medaillen, gab es auch mit der 4-mal-100-Meter-Lagenstaffel bei den Südamerikaspielen 2014 in Santiago de Chile sowie fünfmal bei den Südamerikanischen Schwimmmeisterschaften 2014 in Mar del Plata.

### Olympische Sommerspiele 2016
Vor den Olympischen Sommerspielen 2016 hatte es bei Medeiros im Mai 2016 sowohl in A- als auch in der B-Probe positive Ergebnisse in Bezug auf das verbotene Asthmamittel Fenoterol gegeben.
Anfang Juli 2016 wurde sie vom Sportgericht des nationalen Verbandes CBDA vom Vorwurf des Dopings freigesprochen, sodass sie bei den Olympischen Sommerspielen im August 2016 starten konnte.

Bei den Olympischen Sommerspielen 2016 belegte sie schließlich über 50 m Freistil Platz 16, über 100 m Freistil Rang 14 und über 100 m Rücken Rang 25.
Bei den Weltmeisterschaften 2017 in Budapest gewann sie in der Disziplin 50 m Rücken mit einer Zeit von 27,14 s vor der Chinesin Fu Yuanhui und der Weißrussin Aljaksandra Herassimenja die Goldmedaille.